# Madraza (película)
Madraza es una película Argentina de 2017 escrita y dirigida por Hernán Aguilar.
Usando escenas de acción de alto impacto visual y actuaciones realistas, la película cuenta la historia de una simple ama de casa de clase media baja, que se transforma en asesina a sueldo.
Madraza es una película sobre una mujer porteña de clase media-baja que se convierte en una asesina a sueldo para paliar su situación económica y sus vacíos emocionales. Un detective inteligente y romántico investiga los asesinatos. El coqueteo entre el Detective y la Madraza es gracioso y refrescante. 
Madraza es un largometraje policial que, con suspenso, acción y comedia, transita por las dificultades con las cuales deben vivir muchos habitantes de la ciudad de Buenos Aires. El tono de la película es una sátira que juega con los límites de la locura y la moral de la sociedad actual. 
Fue comprada por la Walt Disney Company y distribuida a través de Buena Vista International, algo inusual para este tipo de películas independientes.

## Sinopsis
Matilde (Loren Acuña) es una ama de casa que queda viuda cuando un par de ladrones asesinan, ante sus ojos, a su marido, Carlos. Lejos de verse carcomida por el impacto de la media cama vacía y quedarse llorando enroscada entre las sábanas usadas, la protagonista de Madraza mata por accidente. Fogoneada por la adrenalina que enciende a una asesina a sueldo amateur y por la falta de recursos económicos para asegurarse un plato de comida diario, Matilde toma prestada la vida de un delincuente para involucrarse en un mundo mafioso donde reparte balas a domicilio. Así, cambia el secador de pelo por una 45, la rutina monótona por la excitación de la incertidumbre. La ópera prima de Hernán Aguilar es una comedia negra con destellos de policial que viste al personaje principal de heroína. Como un superhéroe de Marvel, Matilde se transforma por dentro y por fuera, devorada por su nueva identidad secreta. Los detectives tocan seguido a su puerta, pero nadie se atrevería a sospechar de esa mujer sencilla que cocina para el comedor del barrio. (Extraído del Catálogo del Festival Internacional de Cine de Mar del Plata).

## Reparto
- Loren Acuña es Matilde, un ama de casa de Buenos Aires que se transforma en asesina a sueldo
- Gustavo Garzón es el Detective, un inspector de la policía.
- Sofía Gala es Vanina, una amiga y ahijada de la Madraza.
- Chunchuna Villafañe es Teresita, una señora de clase alta.
- Osmar Nuñez es El Comisario, un jefe policial.
- Monica Ayos es Agustina
- Ricardo Canaletti es él mismo

## Recepción
Según el sitio Todas Las Críticas, la cinta tiene un promedio de 66/100 basado en 31 críticas con un 81% de reseñas positivas. Adrián Monserrat del sitio Escribiendo Cine califica a la cinta con 80/100 concluyendo que «habrá que seguir el camino de Hernán Aguilar», en referencia a futuros trabajos del director. «Su opera prima es para entusiasmarse y ansiar más films de acción como estos», finaliza.

## Estreno
| Fechas de estreno |           |               |       |
| Año               | País      | Fecha         | Ref.  |
| 2017              | Argentina | 25 de mayo    | [ 4 ] |
| 2017              | Uruguay   | 12 de octubre | [ 5 ] |
| 2017              | Paraguay  | 12 de octubre | [ 6 ] |

## Premios y nominaciones

### Participación en festivales de cine
| Festival                                                       | Fecha de evento                           | Categoría                                                  | Premio  |       |
| -------------------------------------------------------------- | ----------------------------------------- | ---------------------------------------------------------- | ------- | ----- |
| 50.º Festival de Sitges (España)                               | 5 al 15 de octubre de 2017                | Premio Blood Window                                        | Ganador | [ 7 ] |
| 26° Festival Internacional de Cine, Arte y Cultura (Paraguay)  | 26 de septiembre al 12 de octubre de 2017 | Premio Panambí a la Mejor Película Voto del Público        | Ganador | [ 8 ] |
| 26° Festival Internacional de Cine, Arte y Cultura (Paraguay)  | 26 de septiembre al 12 de octubre de 2017 | Panambí Honorífico "Augusto Roa Bastos" (Loren Acuña)      | Ganador |       |
| 14º Fantaspoa - International Fantastic Film Festival (Brasil) | 18 de mayo al 3 de junio de 2018          | Mejor guion - Competición Ibero-Americana (Hernán Aguilar) | Ganador | [ 9 ] |
| 14º Fantaspoa - International Fantastic Film Festival (Brasil) | 18 de mayo al 3 de junio de 2018          | Mejor actor - Competición Ibero-Americana (Gustavo Garzón) | Ganador |       |

### Premios Cóndor de Plata
Dichos premios serán entregados por la Asociación de Cronistas Cinematográficos de la Argentina en  2018.
| Año  | Categoría                          | Candidato           | Resultado |
| ---- | ---------------------------------- | ------------------- | --------- |
| 2018 | Mejor revelación femenina          | Loren Acuña         | Ganadora  |
| 2018 | Mejor Ópera Prima                  | Hernán Aguilar      | Nominado  |
| 2018 | Mejor maquillaje y caracterización | Beatushka Wojtowicz | Nominado  |